# Зона уникання

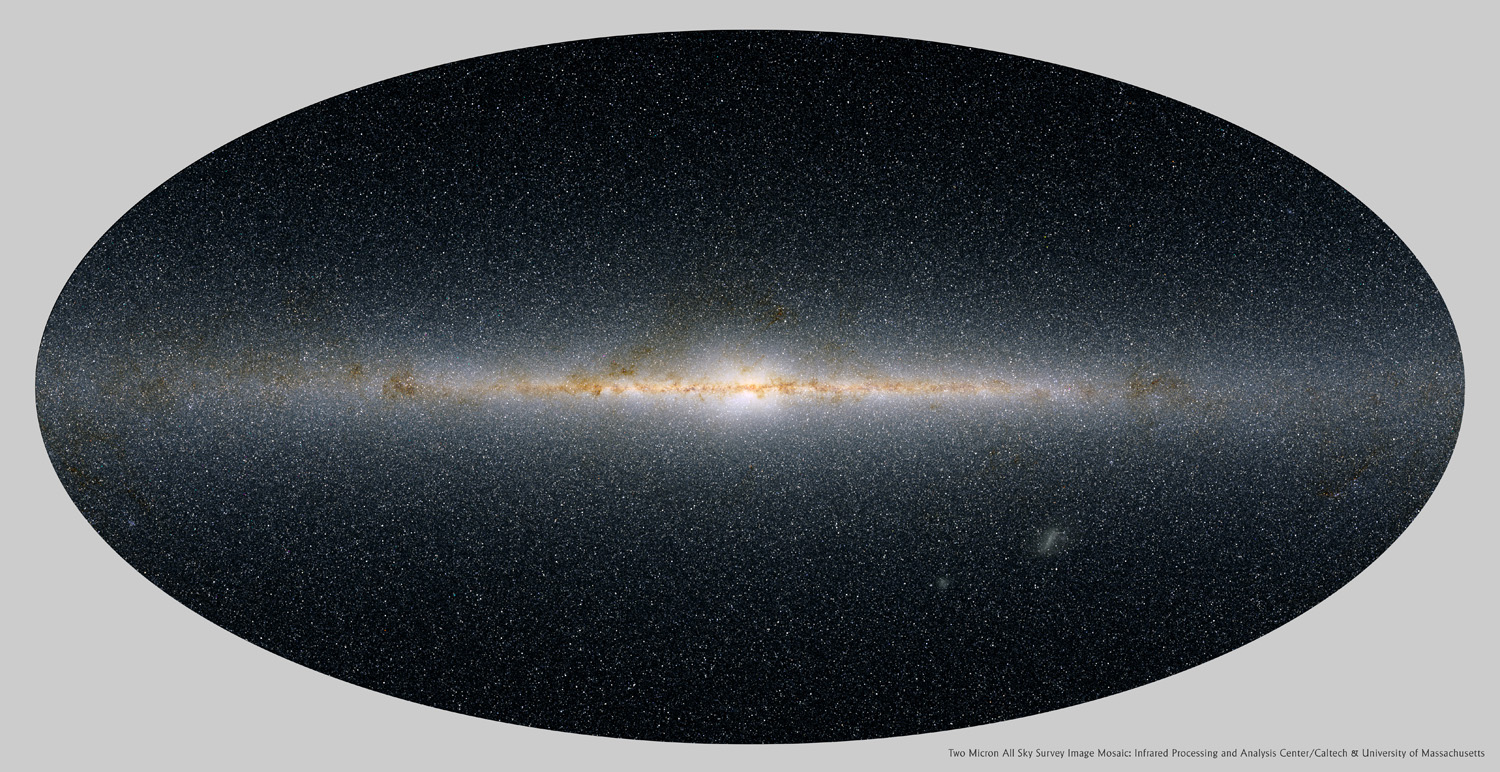
Чумацький Шлях створює зону уникання для спостерігачів, що розташовані всередині

Зо́на уника́ння (англ. Zone of Avoidance, ZOA) — ділянка неба поблизу галактичної площини, на якій газопилові хмари Чумацького Шляху екранують випромінювання позагалактичних об'єктів (у першу чергу — галактик), що створює враження, начебто вони «уникають» цієї зони.

## Історія
Англійський астроном Річард Проктор у праці 1878 року про розподіл галактичних туманностей у «Загальному каталозі туманностей» сера Джона Гершея назвав її «зоною небагатьох туманностей».
Причину існування такої зони пояснив Едвін Хаббл (1936). Міжзоряний пил і зорі, що розташовані переважно в галактичній площині Чумацького Шляху, перешкоджають спостереженню позагалактичних об'єктів приблизно на 20 % неба у видимому діапазоні довжин хвиль. Унаслідок цього оптичні каталоги галактик у цій зоні зазвичай неповні. Він зробив кількісну оцінку такого ефекту та запровадив сучасний термін (англ. Zone of Avoidance).

## Вивчення
Пил і газ Чумацького Шляху викликають поглинання переважно в оптичному діапазоні. Однак ефект поглинання зменшується для хвиль більшої довжини, як-от Інфрачервоне випромінювання, а на радіохвилях Чумацький Шлях майже прозорий.
Огляди неба в інфрачервоному діапазоні, як-от IRAS і 2MASS, дали повніше уявлення про позагалактичні об'єкти. Зокрема, саме за інфрачервоним випромінюванням Паоло Маффей 1968 року відкрив у зоні уникання дві галактики, Маффей 1 і Маффей 2, які належать до групи IC 342/Маффея (найближчої до Місцевої групи сусідньої групи галактик). Але навіть із такими оглядами, до 10 % неба, як і раніше, важко спостерігати, оскільки позагалактичні об'єкти можна сплутати з зорями Чумацького Шляху.
Огляди зони уникання на радіохвилях, особливо з використанням радіолінії нейтрального атомарного Гідрогену 21 см, виявили багато галактик, які не можна було побачити в інфрачервоному діапазоні. Прикладами таких галактик є Двінгело 1 і Двінгело 2, виявлені 1994 й 1996 року відповідно.